# Living in the Past
Living in the Past — збірка англійського гурту Jethro Tull, який вийшов 23 червня 1972 року.

## Композиції
1. A Song for Jeffrey — 3:20
2. Love Story — 3:02
3. Christmas Song — 3:05
4. Living in the Past — 3:20
5. Driving Song — 2:39
6. Bourée — 3:43
7. Sweet Dream — 4:02
8. Singing All Day — 3:03
9. Witch's Promise — 3:49
10. Teacher — 4:08
11. Inside — 3:49
12. Just Trying to Be — 1:36
13. By Kind Permission Of — 10:11
14. Dharma for One — 9:45
15. Wond'ring Again — 4:12
16. Locomotive Breath — 4:24
17. Life Is a Long Song — 3:18
18. Up the 'Pool — 3:10
19. Dr. Bogenbroom — 2:59
20. For Later — 2:06
21. Nursie — 1:38

## Учасники запису
- Мартін Барр — гітара
- Ян Андерсон — вокал
- Баррімор Барлоу — барабани
- Гленн Корнік — бас-гітара
- Джон Еван — клавіші

## Чарти
| Чарт (1972)                                  | Найвища позиція |
| -------------------------------------------- | --------------- |
| Australian Albums (Kent Music Report)        | 2               |
| Канада Canada Top Albums/CDs (RPM)           | 1               |
| Finnish Albums (The Official Finnish Charts) | 6               |
| Німеччина German Albums (Offizielle Top 100) | 8               |
| Italian Albums (Musica e Dischi)             | 4               |
| Норвегія Norwegian Albums (VG-lista)         | 5               |
| Велика Британія UK Albums (OCC)              | 8               |
| США Billboard 200                            | 3               |

| Чарт (1972)                        | Позиція |
| ---------------------------------- | ------- |
| German Albums (Offizielle Top 100) | 37      |

## Сертифікації
| Регіон                                             | Сертифікація | Продажі  |
| -------------------------------------------------- | ------------ | -------- |
| США (RIAA)                                         | Золотий      | 500 000^ |
| ^відвантаження, що базуються лише на сертифікаціях |              |          |